# Yamaha 750 Virago
La Yamaha 750 Virago ou XV750 est une moto custom du constructeur japonais Yamaha. La première génération XV 750 SE fabriquée de 1981 à 1983 ( reconnaissable à sa suspension arrière centrale ), et de 1984 à 1998, (reconnaissable par sa suspension arrière latérale) elle faisait partie de la gamme de customs Virago de Yamaha. Cette moto était la première incursion de Yamaha sur le marché des customs à moteur bicylindre en V. Elle partage un cadre à tôle emboutie et de nombreux composants avec le plus gros modèle Virago 1100.